# 展览铁路
展览铁路，是清朝北京1865年由英国人修建的一条铁路，也是中国境内的第一条铁路。

## 简介
清朝同治四年（1865年），英国商人杜兰德（Trent）在北京宣武门外购置土地，建起一条里许（约0.5公里）的展览性小铁路，位于今和平门和宣武门之间。杜兰德在北京修建的这条铁路，并非真正意义上的商用铁路， 而主要是当作展品，用来为推广铁路做广告。但很快，步军统领衙门以“见者诧骇，谣诼纷起”为由，勒令拆除了该铁路。李岳瑞《春冰室野乘》记载“同治四年七月，英人杜兰德以小铁路一条，长可里许，敷于京师永宁门（注：应为宣武门之讹）外平地，以小汽车驰其上，迅疾如飞。京师人诧所未闻，骇为妖物，举国若狂，几致大变。旋经步军统领衙门饬令拆卸，群疑始息。”李鸿章《海军函稿》卷三称，“前此铁路一里，轰动都人。”